# SSV Rheydt
Die Schwimmsport Vereinigung Rheydt (SSV Rheydt) wurde 1903 gegründet und besteht heute aus vier Abteilungen (Schwimmen, Wasserball, Kunstspringen und Kanu).

## Geschichte
Nach seiner Gründung 1903 brachte der Verein mehrere bedeutende Schwimmer hervor. Darunter Paul Voell der in den Jahren 1954 bis 1958 fünfmal hintereinander Deutscher Meister über 100 m Freistil wurde und an den olympischen Spielen 1956 und 1960 teilnahm. 1968 war der ehemalige Deutsche Meister im Kunstspringen Herbert Barendt Trainer der Kunstspringer und nahm als Betreuer von Bernd Wucherpfennig an den Olympischen Sommerspielen teil. In den späten 70er Jahren wurde Ute Neubert in den Jahren 1978, 1979 und 1980 jeweils über 100 m Rücken Deutsche Meisterin. Die Teilnahme an den Olympischen Spielen 1980 in Moskau blieb ihr durch den Olympiaboykott 1980 verwehrt.